# CLASSY LIVING
CLASSY LIVING（クラッシィ・リビング）はJ-WAVEのラジオ番組。

## 番組概要
上質な音楽に包まれるリラックスした雰囲気の”CLASSY LIVING”にて様々なジャンルで活躍するゲストを迎えて、仕事やライフスタイル、クラシック音楽を中心にトークを繰り広げる番組。
クラシックソムリエによる”音のエッセイ”を届けるほか、レアなセッションもオンエアされる場合がある。
村治にとって2012年に終了した『MITSUBISHI JISHO Classy Café』以来、5年ぶりにJ-WAVEにてレギュラー番組を担当することになった。
番組開始から2020年9月までリンレイ一社提供であったが、同社が降板したため10月から番組名から冠スポンサーが外れ『CLASSY LIVING』に改題した。
2021年3月27日に放送終了。

## ナビゲーター
- 村治佳織

## 関連番組
- CLASSY CAFE - 実質的な前身番組